# Gaston Larée

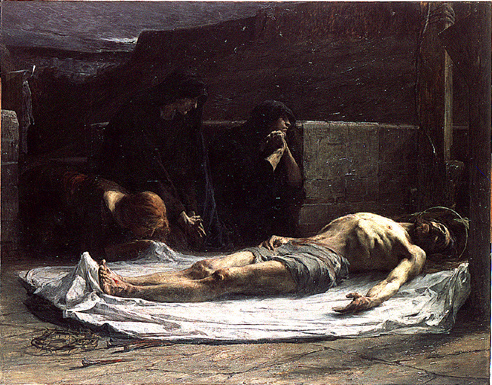
Gaston Larée, Le Christ mort pleuré par les saintes femmes, 1895, Paris, École nationale supérieure des Beaux-Arts.

Marc-Antoine-Gaston Larée dit Gaston Larée (né à Bordeaux le 6 décembre 1867, mort dans la même ville le 26 janvier 1940), est un peintre et décorateur français.

## Biographie
Élève à l'école des Beaux-Arts de Bordeaux d'Albéric Dupuy, il entre en 1891 à l'école des Beaux-Arts de Paris et intègre l'atelier de Léon Bonnat. Il se présente une première fois au concours du Prix de Rome en 1893, sur le thème de Samson tournant sa meule, mais échoue. Il remporte finalement le concours en 1895 avec Le Christ mort pleuré par les saintes femmes (Paris, école nationale supérieure des Beaux-Arts), et séjourne quatre ans à la Villa Médicis, entre 1895 et 1899. Il envoie chaque année un « envoi réglementaire » dont un Corps de saint Vincent défendu par un corbeau en 1896, Saint Laurent raconte au préfet de Rome les trésors de l'église en 1898, La Faute en 1899, et une Mort de saint Thomas Beckett en 1900. De retour à Paris, il expose au Salon de la Société des artistes français à partir de 1903 (son premier envoi est un simple portrait), et remporte une mention honorable au Salon de 1908. Installé à Bordeaux, il intègre en 1906 L'Atelier, association d'artistes girondins, et expose à leur Salon jusqu'en 1939. Il reçoit commande en 1921 de fresques représentant L'Apothéose de la Comédie, de la Danse et de la Musique pour la coupole du théâtre Femina à Bordeaux.

## Liste des œuvres
- Le Christ mort pleuré par les saintes femmes, 1895, Paris, École nationale supérieure des Beaux-Arts.
- La Rhétorique, copie d'après Pinturicchio, 1898, Paris, École nationale supérieure des Beaux-Arts.
- Tête de jeune fille, 1906, Bordeaux, musée des Beaux-Arts.
- La Marchande d'oranges, 1913, Bordeaux, musée des Beaux-Arts.